# 歌川豊国

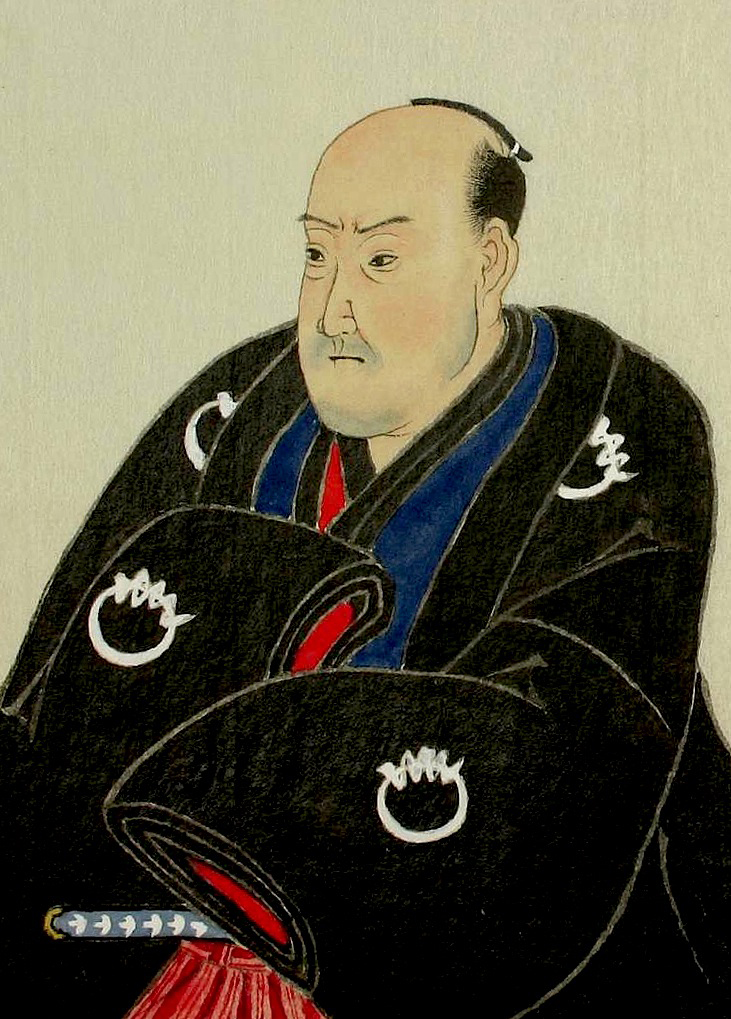
初代歌川豊国肖像。初代歌川国貞画。

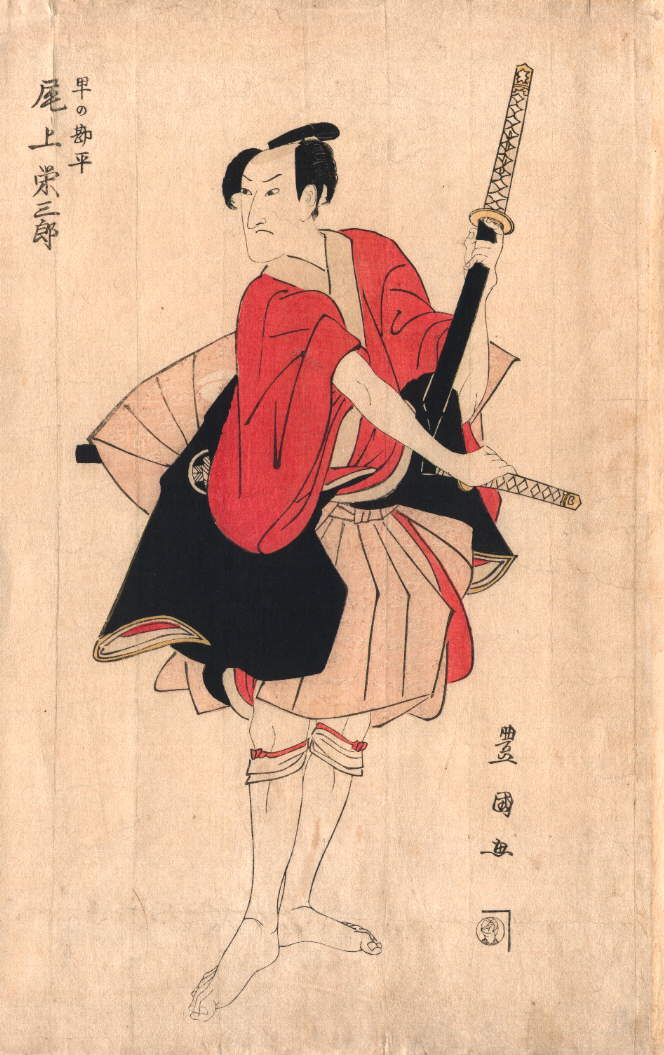
「早の勘平　尾上栄三郎」　初代尾上榮三郎の早の勘平。文化2年（1805年）6月河原崎座の『仮名手本忠臣蔵』より。初代豊国画。

初代 歌川豊国（しょだい うたがわ とよくに、明和6年（1769年）- 文政8年1月7日（1825年2月24日））とは、江戸時代の浮世絵師。本名は倉橋 熊吉（くらはし くまきち）、後に熊右衛門。一陽斎（いちようさい）と号す。

## 来歴
江戸芝神明前三島町に住む、木彫りの人形師・倉橋五郎兵衛の息子として生まれる。三島町から芳町、堀江町へと移った後、上槙町に居住した。幼少期に歌川派の創始者歌川豊春の元で学び歌川豊国と称し、理想の美しさを表現した役者絵や美人画で絶大な人気を得た。天明6年（1786年）には処女作の絵暦『年始の男女』及び『狂歌太郎冠者（かじゃ）』の挿絵を発表し、天明8年（1788年）、黄表紙『苦者楽元〆（くはらくのもとじめ）』の挿絵あたりから本格的に画業を開始、以降作画は最晩年の文政7年まで及んだ。天明期は習作期であったが、寛政2、3年（1790年-1791年）頃から、和泉屋市兵衛より美人画を出し、次第に豊春風を脱却、清長風や歌麿風を取入れながら、独自の様式を模索していた。

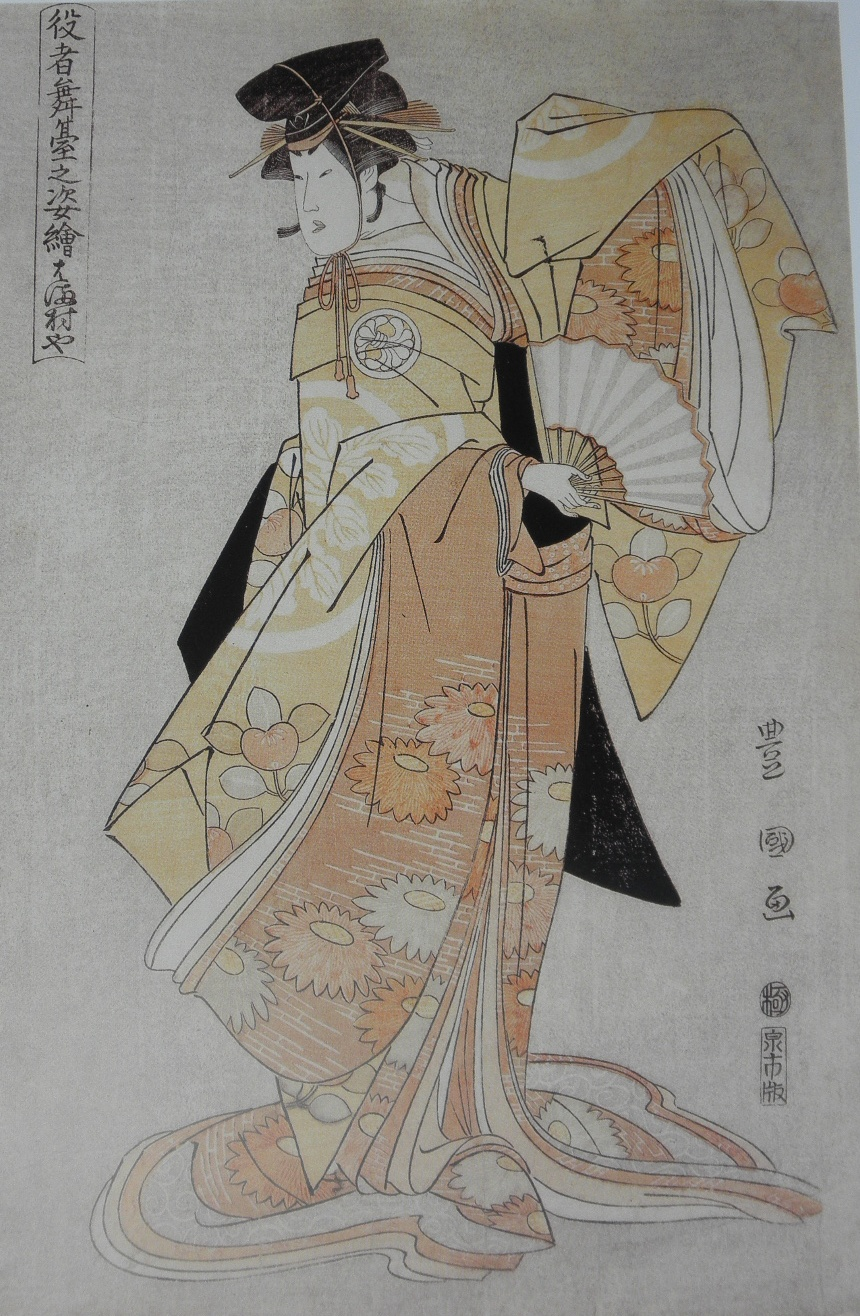
「役者舞台之姿絵　はま村や」　三代目瀬川菊之丞の大和万歳じつは白拍子久かた。寛政6年11月都座の『閏訥子名和歌誉』（うるおうとしめいかのほまれ）より。初代豊国画。

寛政6年（1794年）正月、和泉屋市兵衛から豊国による「役者舞台之姿絵」の連作が出版された。これは単調な背景に浮き上がる当時の人気役者の舞台姿を描いたもので、清新な画風が好評であった。既に寛政4年に勝川春章は世を去り、春英らが役者絵を描いて活躍していたが、人々は新しい風を期待していた。そこに豊国の役者絵「役者舞台之姿絵」が登場したのであった。この「役者舞台之姿絵」は大変な好評で、寛政8年（1796年）までの間に40点以上が制作されている。その後大首絵などの役者絵、芝居絵を独占する様になり、文化文政（1804-30年）年間には舞台上の役者を客観的に捉え、三枚続に一場面を舞台の背景も加えて描き、より一層大衆の人気を得るに至った。その後次第に様式化していくが、時代の好みを敏感に掴み、いっぽう美人画においても歌麿、栄之などの影響も見られるが、時代の要求に応じた粋と侠艶の婀娜な女性美を描く歌川派様式を創り出し、文化期になると、粋の美へと画風が変化した。さらに読本、絵本、合巻の挿絵など幅広い分野に活躍し、合巻に出てくる登場人物の顔を役者の似顔絵にしたのも豊国が最初であった。
代表作として前述の「役者舞台之姿絵」の他、「風流芸者身振姿絵」、『役者此手嘉志和』、『絵本役者三階興』、『絵本時世粧』などがあげられる。また肉筆画も、すっきりした江戸前の雰囲気を持っている。最も初期の肉筆画として「春の愁図」、「雪の訪問図」などがあげられる。また「菖蒲持つ女図」も初期に属す優品として著名で、まだ後年の豊国様式の確立前の穏やかな画風を示している。これに対し文化13年（1816年）春の作画と推定される「時世粧百姿図」（絹本二十四葉、ウェストンコレクション）になると、やや目の釣上った容貌の美人で、いかにも豊国らしい作品に仕上がっている。多くの門弟を育て、幕末に至る歌川派の興隆をもたらした。享年57。墓所は三田聖坂の功運寺（大正11年〈1922年〉に中野区上高田へ移転）。法名は得妙院実彩麗毫信士。
豊国は妻との間に一男一女をもうけるが、実子の直次郎は版木師となっており、浮世絵は描かなかったといわれる。長女はきん（歌川国花女）といった。

## 門人
主な門人として歌川国政、歌川国長、歌川国貞、歌川国安、歌川国丸、歌川国直、歌川国芳、歌川国虎、二代目豊国、歌川国種、歌川国綱があげられる。歌川広重も入門を希望したが、門生満員で断られたという。歌川派の中興の祖となった豊国はこのように多数の弟子たちを抱え、浮世絵界における最大派閥を形成した。そしてその流れは国芳を通じて大蘇芳年、水野年方、鏑木清方、伊東深水へと続いていったのである。なお版元の和泉屋は、明治維新後も教科書販売として存続した。

## 豊国の襲名者
- 二代目豊国 ： 豊国門下で養子となった豊重が、初代死後の文政8年（1825年）に二代目豊国を襲名したが、歌川派一門の中で物議を醸したという。通称「源蔵豊国」「本郷豊国」。別号に一陽斎、一瑛斎、後素亭。作品に「風流東姿十二支」、「名勝八景」など。
- 三代目豊国 ： 豊国門下の歌川国貞が、天保15年/弘化元年（1844年）に二代目豊国を称した。上記と区別するため、彼を三代目歌川豊国とする。通称「亀戸豊国」。
- 四代目豊国 ： 国貞門下で娘婿。はじめ二代目国政、次いで二代目国貞。明治3年（1870年）に三代目豊国を称したが、今日では四代目豊国とする。通称は政吉、清太郎。別号に梅堂、一寿斎、梅蝶楼、香蝶楼、一陽斎、宝来舎。
  - 二代目豊国（初代豊重）の甥で二代目豊重とも名乗った歌川国鶴も、四代目豊国を称した。一寿斎、一雄斎とも号した。
- 五代目豊国：国鶴の三男である歌川国松に対し、1972年に追贈。
- 六代目豊国 ： 国松（五代目豊国）の甥、二代目国鶴の子。はじめ二代目国春。90代で定時制高校及び近畿大学法学部夜間部に進学し話題となったが、2000年、大学2年次に死去した[3][4]。
- 七代目豊国 ： 六代目豊国の子。2001年に襲名。

## 作品

### 錦絵
- 『役者舞台之姿絵』 大判 揃物
- 「役者舞台之姿絵　高らい屋　三代目市川高麗蔵の千崎弥五郎」　大判　山種美術館所蔵
- 「役者舞台之姿絵　やまとや　初代坂東蓑助の早野勘平」　大判　山種美術館所蔵
- 「役者舞台之姿絵　やまと屋」　大判 日本浮世絵博物館所蔵
- 「役者舞台之姿絵　まさつや」　大判　平木浮世絵財団所蔵 寛政6年 重要美術品
- 「風流芸者身振姿絵」大判
- 『風柳七小町略姿絵』 大判 揃物 寛政7年頃
- 「風流七小町略姿絵　あふむこまち」　大判　城西大学水田美術館所蔵
- 「市川八百蔵の源義経」　大判 日本浮世絵博物館所蔵
- 「十二枚続のうち水無月張物の図」　大判
- 「豊広豊国両画十二候 五月」　大判3枚続 千葉市美術館所蔵 享和2年 豊広と合
- 「七代目片岡仁左衛門」 大判 日本浮世絵博物館所蔵
- 「七代目市川団十郎 暫」 大判 日本浮世絵博物館所蔵
- 「雪月花・三美人」 大判3枚続 日本浮世絵博物館所蔵
- 「東下り」 大判3枚続 個人所蔵
- 「三世瀬川菊之丞」 大判 大首絵
- 「三世沢村宗十郎の大星由良之助」 大判 大首絵 寛政8年4月 桐座『江戸花赤穂塩竈』より
- 『皐月雨の図』 大判 揃物 文化後期
- 『今様十二ヶ月』 団扇絵 12組24枚揃 文政5年

### 肉筆浮世絵
| 作品名                               | 技法           | 形状・員数 | 寸法（縦x横cm） | 所有者                   | 年代                 | 款記・印章                                              | 備考             |
| ------------------------------------ | -------------- | ---------- | --------------- | ------------------------ | -------------------- | ------------------------------------------------------- | ---------------- |
| 曽我の対面                           | 紙本墨画淡彩   | 1幅        |                 | 千葉市美術館             | 天明9年              |                                                         |                  |
| 春の愁図                             | 絹本着色       | 1幅        |                 | 浮世絵太田記念美術館     | 寛政前期             |                                                         | 劉雲台賛         |
| 桜下遊女図                           | 絹本着色       | 1幅        |                 | 東京国立博物館           | 寛政中期             |                                                         |                  |
| 二美人図                             | 紙本着色       | 1幅        |                 | 東京国立博物館           | 寛政中期             |                                                         |                  |
| 菖蒲持つ女図                         | 絹本着色       | 1幅        |                 | MOA美術館                | 寛政中期             |                                                         |                  |
| 円窓美人図                           | 絹本着色       | 1幅        |                 | 出光美術館               | 寛政10年頃           |                                                         |                  |
| 遊女図                               | 紙本扇面       | 1幅        |                 | 東京国立博物館           | 寛政10年‐12年        |                                                         |                  |
| 遊女に禿図                           | 絹本着色       | 1幅        | 90.0x29.9       | ホノルル美術館           | 寛政後半             | 款記「歌川豊国画」/「一陽斎」朱文方印・「豊国」白文円印 | 手柄岡持賛       |
| 海浜遊歩図                           | 紙本墨画淡彩   | 1幅        |                 | 千葉市美術館             | 寛政12年‐享和元年頃  |                                                         |                  |
| 口紅                                 | 絹本着色       | 1幅        | 66x42.3         | デトロイト美術館         | 寛政12年‐文化2年     |                                                         |                  |
| 炬燵美人図                           | 絹本着色       | 1幅        |                 | 東京国立博物館           | 享和年間             |                                                         |                  |
| 湯屋へ行く美人図                     | 絹本着色       | 1幅        |                 | 浮世絵太田記念美術館     | 享和年間             |                                                         |                  |
| 三曲合奏図                           | 絹本着色       | 1幅        | 106.3x70.2      | 個人                     | 享和年間頃           | 落款「歌川豊国画」/「一陽斎」朱文方印・「豊国」白文円印 |                  |
| 娘道成寺図                           | 絹本著色板貼付 | 絵馬1面    |                 | 尼崎市・広済寺           | 文化9年（1812年）頃  | 落款「江戸歌川豊国筆」                                  |                  |
| 七代目市川団十郎の男之助・助六・暫   | 絹本着色       | 3幅対      |                 | 江戸東京博物館           | 文化10年（1813年）頃 | 落款「一陽斎豊国画」                                    |                  |
| 月下美人図                           | 紙本着色       | 1幅        |                 | ニューオータニ美術館     | 文化後期             |                                                         |                  |
| 山東京伝画像                         | 絹本着色       | 1幅        |                 | 東京国立博物館           | 文化末期             |                                                         |                  |
| 二美人図                             | 絹本着色       | 1幅        |                 | 千葉市美術館             | 文化末期             |                                                         |                  |
| 五代目岩井半四郎と三代目坂東三津五郎 | 絹本着色       | 1幅        |                 | 個人（千葉市美術館寄託） | 文化年間             |                                                         |                  |
| 御殿女中図                           | 紙本着色       | 1幅        |                 | 奈良県立美術館           | 文化年間             |                                                         |                  |
| 海女図                               | 絹本着色       | 1幅        |                 | 千葉市美術館             | 文化末期‐文政初期    |                                                         |                  |
| 雪の訪問図                           | 絹本着色       | 1幅        |                 | 浮世絵太田記念美術館     |                      |                                                         |                  |
| 五大力図                             | 絹本着色       | 1幅        |                 | 浮世絵太田記念美術館     |                      |                                                         |                  |
| 町娘図                               | 絹本着色       | 1幅        |                 | 浮世絵太田記念美術館     |                      |                                                         |                  |
| 岩井粂三郎と瀬川菊之丞               | 絹本着色       | 1幅        |                 | 浮世絵太田記念美術館     |                      |                                                         | 三世瀬川菊之丞賛 |
| 月下頭巾の美人図                     | 紙本着色       | 1幅        |                 | 浮世絵太田記念美術館     |                      |                                                         |                  |
| うちわ持つ美人図                     | 絹本着色       | 1幅        |                 | 浮世絵太田記念美術館     |                      |                                                         |                  |
| 町娘図                               | 絹本着色       | 1幅        |                 | 浮世絵太田記念美術館     |                      |                                                         |                  |
| 海浜美人図                           | 絹本着色       | 1幅        |                 | 出光美術館               |                      |                                                         |                  |

### 絵本
- 『絵本時世粧』　町屋や花街を中心に寛政年間当時の女性風俗を描いた色摺り絵本。
- 『絵本役者三階興』 芝居絵本 式亭三馬作 寛政13年
- 『俳優三十二相』 役者絵本 東子樵客作 享和2年
- 『役者此手嘉志和』 役者絵本 烏亭焉馬作 享和3年
- 『俳優相貌鏡（やくしゃあわせかがみ）』 役者絵本 浅草市人作 文化元年